# S100A2

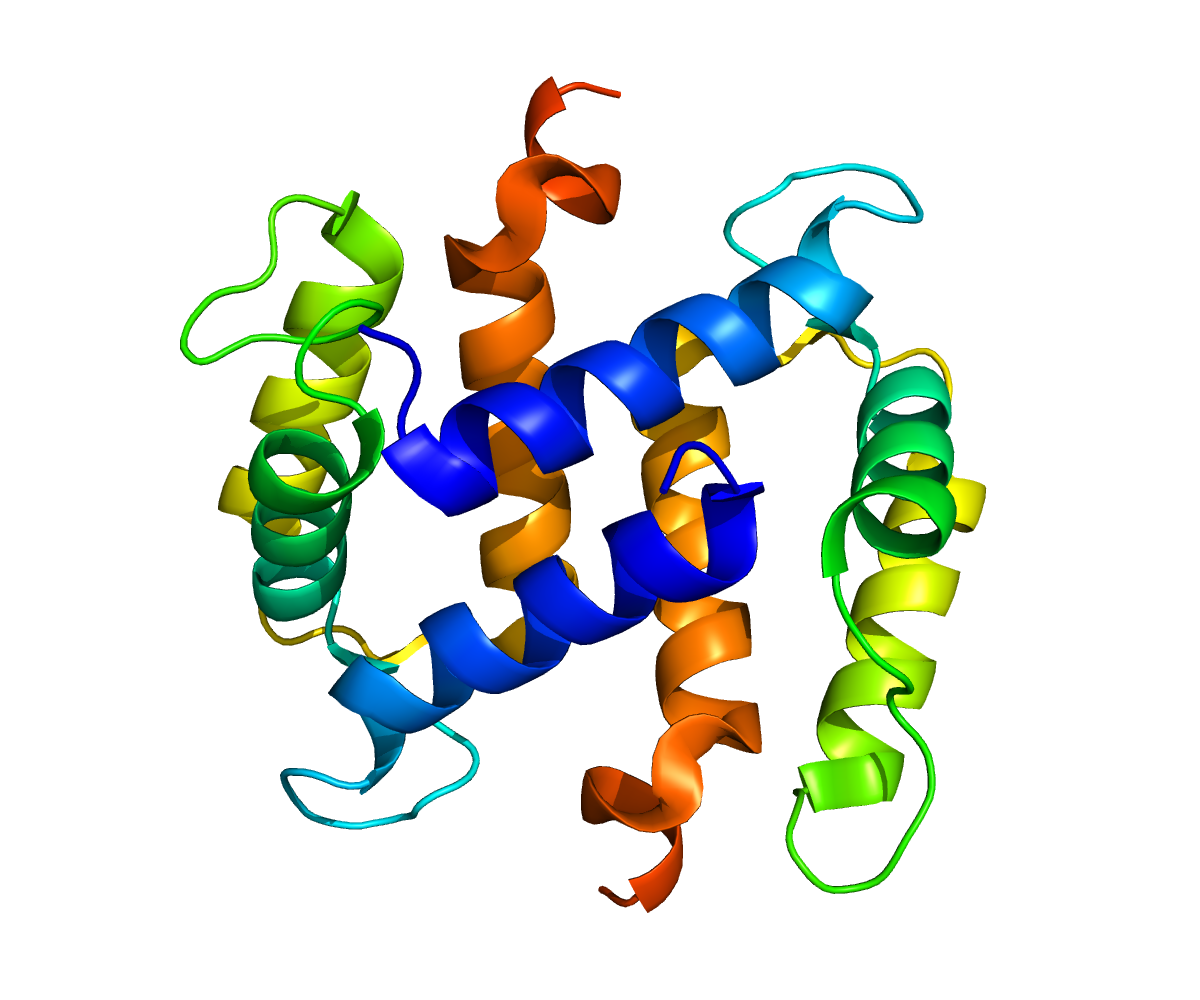
Protein S100A2

S100 protein vázající vápník A2 (S100A2) je protein, který je u lidí kódován genem S100A2 a nachází se na chromozomu 1q21 s jinými proteiny S100 skupiny.

## Tkáňová a subcelulární distribuce
S100A2, také známý jako CaN19 nebo S100L, byl poprvé izolován z bovinní plicní tkáně.V lidské tkáni však byl objeven o několik let později v epiteliálních buňkách mléčné žlázy. Za normálních okolností je exprimován v lidských plicích, prostatě, ledvinách, vlasových folikulech a slinných a mléčných žlázách. S100A2 se nachází převážně v jádře, což není příliš běžné. Částečně se také nachází v cytoplazmě, kde je jeho distribuce je spíše difúzní. Jeho výskyt v cytoplazmě je s největší pravděpodobností závislý na hladinách vápníku v buňce. V extracelulárním prostředí se vyskytuje jako homodimer in vivo a in vitro, ale také existuje v monomerních, polymerních a multimerních formách. V multimerní formě funguje jako ligand RAGE receptoru.

## Funkce
S100A2 je důležitý v organizaci cytoskeletu. Je indukován p53, se kterým interaguje a podílí se na transkripci p21. Hraje roli v diferenciaci, regeneraci tkání a hojení a také bylo ukázáno, že to atrahuje eosinofily chemotaxí.

## Klinický význam
Jeho exprese je redukována v mnoha typech rakoviny, na rozdíl od dalších proteinů S100 skupiny, kde bývá nadprodukován. Bylo popsáno, že produkce S100A2 je snížena u rakoviny plic, ledvin, prostaty a u melanomu. Na vzniku rakoviny prsu se podílí chromozomální přesmyky a pozměněná exprese genu pro S100A2. Kromě toho, jeho pokles je spojován se špatnou prognózou, progresí onemocnění, zvýšeným výskytem metastáz a zvýšenou mortalitou pacientů. Ačkoli ve většině rakovinách byl nalezen v nízkých koncentracích, existují studie, které ukazují, že v některých případech to je tomu naopak.